# King Orry’s Grave

Der rote Bereich umfasst das Herrschaftsgebiet von King Orry am Ende des 11. Jahrhunderts

King Orry’s Grave ist die größte Megalithanlage auf der Isle of Man. Die Anlage vom Typ Clyde Tomb liegt an der A2 (Straße) unweit der Ostküste beim Dorf Laxey, im Garten eines Privathauses. Die Anlage aus farbigem Sandstein hat im Osten einem halbrunden Vorplatz von 12 m Durchmesser und vier Metern Tiefe. Die östliche Galerie besteht aus drei Kammern, die für Bestattungen vorgesehen waren. Am westlichen Ende befindet sich eine separate, 1930 ausgegrabene, kistenartige Struktur mit einem Menhir. Unklar ist, da der Mittelteil nicht erhalten ist, ob es sich um Teile derselben Anlage handelt. Dafür spräche aber die Aussage, nach der ein von Randsteinen gefasster Langhügel bestanden hat. Bei der Ausgrabung fanden sich nur eine Bestattung und eine Schüssel. 

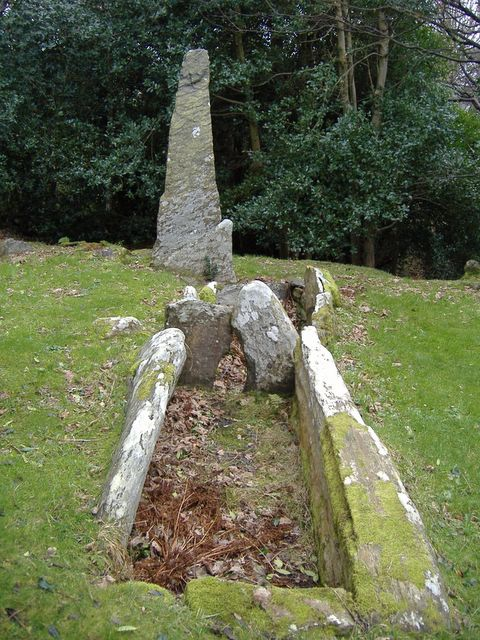
Westende

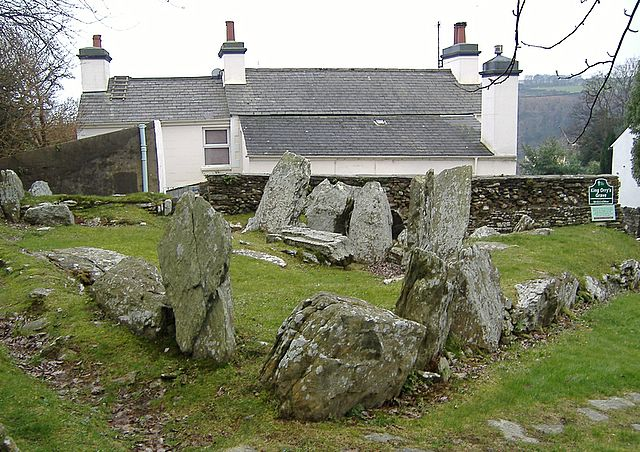
King Orry’s Grave

König Orry ist der reale König Godred Crovan. In den Annalen von Tigernach wird er „Gofraid Mac Meic Aralt“ oder „Godred Haraldsson“ genannt. Die Chroniken von Man nennen ihn Godred, den Sohn Harald des Schwarzen von Ysland, das verschiedentlich als Islay, Irland oder Island interpretiert wurde, und machen ihn zu einem Überlebenden der Niederlage in der Schlacht von Stamford Bridge im Jahre 1066. Er übernahm als Gottfried IV. im Jahre 1079 von den Wikingern von Dublin die Kontrolle über das „Kingdom of Man and the Isles“. Er starb im Jahre 1095 und wurde Gegenstand einer bekannten Manx-Legende. Ihm zu Ehren wurden viele Denkmäler benannt, aber es gibt keine reale Verbindung zwischen der historischen Figur und den prähistorischen Monumenten. 
1953 war der östliche Teil des Geländes Gegenstand einer archäologischen Grabung. Die westliche Seite blieb in Privatbesitz, bis die Manx National Heritage das Gelände erwarb.